# Marc Gilpin
Marc Gilpin (* 26. September 1966 in Austin, Texas; † 29. Juli 2023 in Dallas, Texas) war ein US-amerikanischer Schauspieler, der als Kinderdarsteller bekannt wurde.

## Leben
Marc Gilpin war der Sohn von Barbara Bushway und Wes Gilpin. Nach dem frühen Tod der leiblichen Mutter wurden er und seine Schwester, die Schauspielerin und Stylistin April Elizabeth Gilpin (1969–2017), von der neuen Ehefrau des Vaters, Sandra Oldham, aufgezogen; ihre Töchter Patty († 2020) und Peri Gilpin, die mit der Fernsehserie Frasier als Roz Doyle bekannt wurde, wurden seine Stiefschwestern. Sandra Gilpin meldete ihn zusammen mit den Geschwistern bei der Talentagentur von Kim Dawson in Dallas an und brachte die Kinder so der Schauspielerei näher.
Marc Gilpin war mit seiner Ehefrau Kaki vom 3. Juni 1999 – bis zu seinem Tod – verheiratet. Das Paar hatte zwei Söhne, Spencer und Presley.
Er starb im Alter von 56 Jahren im Kreise seiner Familie an den Folgen eines Glioblastoms, eine aggressive Form des Hirntumors. Sein Tod wurde durch seine Ehefrau und durch seine Schwester Peri Gilpin bekanntgegeben.

## Karriere
Seinen ersten nationalen Werbespot drehte Gilpin im Alter von vier Jahren für ExxonMobil. 1977 trat er in einer Folge der Fernsehserie Thunder auf und bekam 1978 die Titelrolle in Computer Wizard (Where’s Willy?) – neben Henry Darrow und Kate Woodville. Durch die Verkörperung von Sean Brody an der Seite von Roy Scheider, Lorraine Gary und seiner Schwester April in Der weiße Hai 2 wurde er weltbekannt.
1981 spielte er Dale in dem Film Endstation Planet Erde (Earthbound) neben Christopher Connelly, Meredith MacRae, Elissa Leeds und Joseph Campanella; er hatte eine weitere Rolle in Die Legende vom einsamen Ranger . Es folgten weitere Gast- und Nebenrollen in Filmen und Fernsehserien, beispielsweise in mehreren Folgen von Silver Spoons und China Beach sowie 1989 in der Filmkomödie Hände weg von meiner Tochter (She’s Out of Control) an der Seite von Tony Danza. In der Dokumentation Video Game All Stars war er 1983 als Mark Gilpin in einer Folge zu sehen.
Ende der 1980er Jahre beendete er seine Karriere vor der Kamera. Er arbeitete laut seiner Familie fortan als Softwareentwickler und war Mitbegründer eines Start-up-Unternehmens. 2007 trat er noch einmal als er selbst in der Dokumentation The Shark Is Still Working auf.

## Filmografie (Auswahl)
- 1977: Thunder (Fernsehserie)
- 1978: Computer Wizard (Where’s Willie?)
- 1978: Der weiße Hai 2 (Jaws 2)
- 1979: CHiPs (Fernsehserie)
- 1979: Fantasy Island (Fernsehserie)
- 1979: Die liebestollen Stewardessen (Flying High; Fernsehserie)
- 1981: Endstation Planet Erde (Earthbound)
- 1981: Die Legende vom einsamen Ranger
- 1982: CBS Afternoon Playhouse (Fernsehserie)
- 1984: License to Kill (Fernsehfilm)
- 1985: … und fanden keinen Ausweg mehr (Fernsehfilm)
- 1985: Das Recht zu sterben (Right to Kill?; Fernsehfilm)
- 1985: Silver Spoons (Fernsehserie)
- 1988: China Beach (Fernsehserie)
- 1989: Hände weg von meiner Tochter (She’s Out of Control)